# Leptogryllus deceptor
Leptogryllus deceptor ou Grilo Saltador de Arbusto é uma espécie de insecto da família Gryllidae. Foi endémica dos Estados Unidos da América. de acordo com IUCN, é declarado possivelmente extinta da natureza, pois nenhum estudo foi realizado a espécie desde 1996.